# Невоље једног Бобана
„Невоље једног Бобана” је југословенски ТВ филм из 1968. године. Режирао га је Србољуб Станковић а сценарио је написао Петар Цветковић.

## Улоге
| Глумац                 | Улога |
| ---------------------- | ----- |
| Љубица Ковић           |       |
| Петар Краљ             |       |
| Драган Николић         |       |
| Јелисавета Сека Саблић |       |